# Southwest (Seattle)
Southwest is een stadsdistrict van Seattle, Washington. Het stadsdistrict telde 48.008 inwoners in 2010, waarvan 22.857 mannen en 25.151 vrouwen.